# NGC 3824
NGC 3824 is een spiraalvormig sterrenstelsel in het sterrenbeeld Grote Beer. Het hemelobject werd op 14 april 1789 ontdekt door de Duits-Britse astronoom William Herschel.

## Synoniemen
- UGC 6676
- MCG 9-19-161
- ZWG 268.73
- IRAS 11400+5303
- PGC 36370